# イタルデザイン・ゼロウノ
イタルデザイン・ゼロウノ（Italdesign Zerouno）は、イタリアの自動車デザイン会社イタルデザイン・ジウジアーロが開発した限定生産のスーパーカーである。

## 概要
イタルデザインが創業50周年を記念して設立した独自ブランドイタルデザイン・アウトモビリ・スペチアリ (Italdesign Automobili Speciali) による初のモデルである。2017年3月に開催された第87回ジュネーブモーターショーで発表され、翌2018年にクーペが世界5台限定で発売された。
基本コンポーネントはアウディ・R8をベースとしており、エンジンもR8と共通の5.2 L V型10気筒DOHCをミッドシップに搭載する。スペックは最高出力610 ps @ 8,250 rpm、最大トルク560 N·m @ 6,500 rpmをそれぞれ発生する。駆動方式はフルタイム四輪駆動で、組み合わせられるトランスミッションは7速DCTである。
シャシはアルミニウムで形成されており、ボディの大部分に炭素繊維強化プラスチック（CFRP）が使用されている。

## バリエーション
販売された全5台のカラーバリエーションは以下の通り。
- 1号車 - ホワイト（トリコロールストライプ入り）
- 2号車 - レッド（ホワイトストライプ入り）
- 3号車 - グレー×ブルー
- 4号車 - レッド×ブラック
- 5号車 - ブラック（トリコロールストライプ入り）

なお2020年11月現在、1、2、5号車は売却され中古車となっている（2号車は転売目的）。このほかテストカーとして、6台目が存在する（ブラックにイエローの装飾）。

### ドゥエルタ

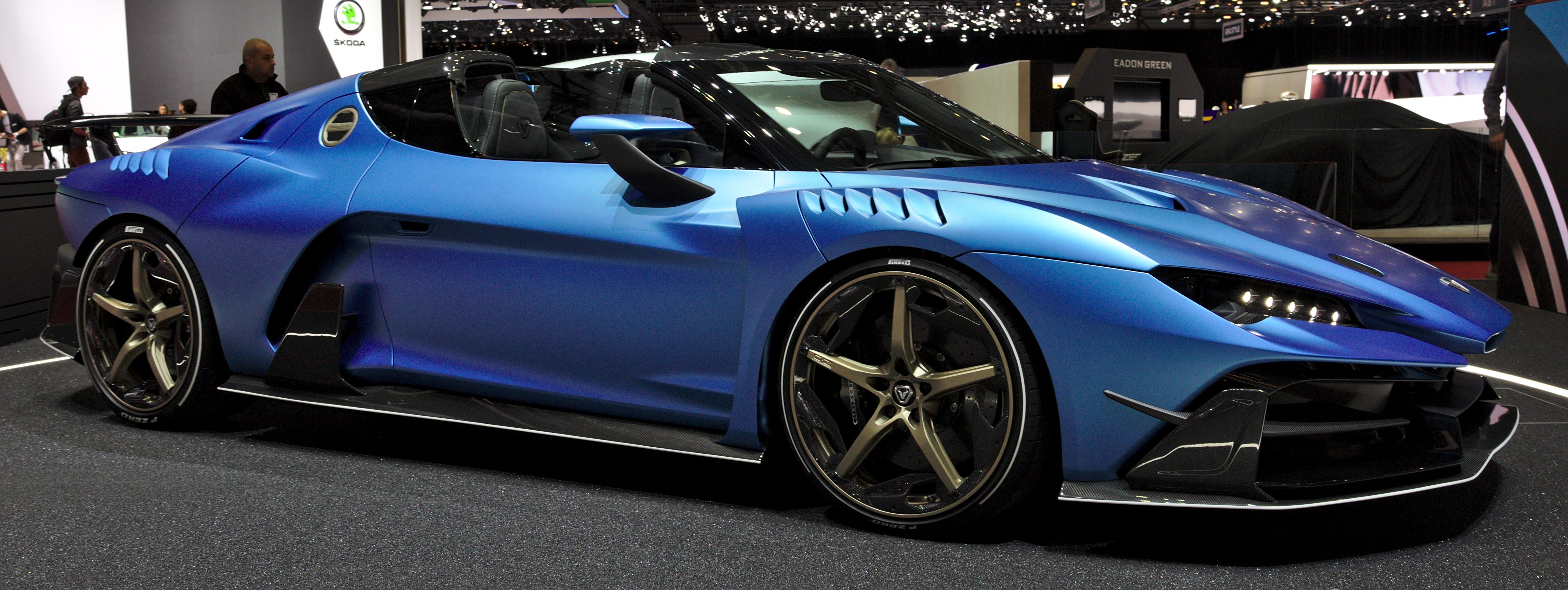
ゼロウノ ドゥエルタ

ゼロウノのオープンカー仕様。2018年3月にスイスで開催されたジュネーブモーターショーで発表された。クーペと同じく世界限定5台となる。
頭上のルーフパネルを取り外せるタルガトップ型を採用している。パワートレインおよび動力性能についてもクーペ版と変わりはない。